# Reynols
Reynols es una banda de rock experimental de Argentina formada en 1993 por Roberto Conlazo, Alan Courtis y Christian Dergarabedian (quien inicialmente participó en la grabación de los dos primeros casetes para luego desvincularse de la banda). La banda es liderada por el baterista, Miguel Tomasín, un músico con síndrome de Down.
Es uno de los grupos argentinos más editados en el exterior: su catálogo cuenta con más de 120 ediciones en sellos de Japón, Europa, Estados Unidos y Oceanía. Ha sido considerado “grupo de culto” por la revista The Wire y el festival francés Sonic Protest lo proclamó "Groupe phare" (Grupo Faro) en la integración de personas con discapacidad. La revista japonesa Studio Voice incluyó su álbum Reynols/No Reynols entre los 300 Legendary Discs de todos los tiempos, mientras que la británica Fact eligió la Sinfonía para 10.000 pollos entre los mejores 20 discos psicodélicos argentinos.
La banda se presentó en instituciones como el Lincoln Center (Nueva York), el Rooseum Center for Contemporary Art (Malmö), el Kulturbunker (Colonia), Deep Listening Space (Kingston), el Círculo de Bellas Artes de Madrid) y el Kulturhuset de Estocolmo, y la Médiathèque Musicale de París le dedicó una muestra.
Por su trabajo con el grupo, Miguel Tomasín ha sido considerado entre las personalidades con Síndrome de Down más destacadas a nivel mundial y su nombre figura, además, en libros de neurociencia y neurodiversidad.

## Historia
Comenzaron su carrera bajo el nombre de Burt Reynolds Ensamble pero debieron cambiarlo por cuestiones legales en 1996.
Entre 1994 y 2002, la banda editó 38 discos, en Argentina, Inglaterra, Estados Unidos, Italia, Suiza, Holanda, Alemania, República Checa y Japón. Además, sus temas han participado en una cuarentena de compilaciones.
Han ganado fama con una serie de proyectos de arte conceptual, incluyendo la Sinfonía para 10 000 pollos, un disco compuesto del sonido de cintas vírgenes y un disco de música "desmaterializada" (que consistió en la caja vacía).
Uno de los aspectos más notorios de la banda es el método utilizado para nombrar a la misma. Para lograr la máxima libertad en la elección del nombre, un chihuahua fue colocado en un sillón junto a un control remoto. La premisa era que, cuando el mamífero pisara el control, lo primero que apareciera en la televisión sería el nombre de la banda. Apareció una película en donde salía el actor estadounidense Burt Reynolds, que según Roberto Conlazo, "era imposible de ver". A Tomasín se le hacia difícil pronunciar la palabra "Reynolds", por lo cual decidieron sacarle la letra "D".
En Argentina sólo lanzaron su disco debut llamado Gordura Vegetal Hidrogenada, que consistía en una caja vacía con arte de tapa. Esto se consideró como una broma pesada y se acusó a la banda de estafadores. Debido a estas acusaciones la banda decidió suprimir a la audiencia intolerante y realizó un concierto para rocas, plantas, insectos y hielo seco en un parque público de Buenos Aires. Este concierto no llegó a su fin, ya que fueron desalojados por la policía bajo el argumento de que "daban una mala imagen a los turistas".
La banda estaba formada por Miguel Tomasín, Roberto Conlazo y Alan Courtis, contando con la asistencia de diversos invitados en variados proyectos específicos. Su colaboración más famosa fue la que realizaron con Pauline Oliveros, de la que surgió el disco Pauline Oliveros In The Arms Of Reynols. Si bien la banda no tenía una gran difusión en su país de origen, fue muy bien recibida en Europa y los Estados Unidos, en donde todos sus discos editados fueron rápidamente agotados.
En el año 2001, la banda atrajo el interés del director Néstor Frenkel, quien fue a verlos durante una presentación en vivo en un programa de televisión argentino. Durante una entrevista, Frenkel declaró:

"Me habían atraído y no sabía por qué. Tenían un hermetismo que transmitía algo fuerte. Había una verdad oculta, un interés que no sabía cuál era."
Néstor Frenkel

A partir de este interés, el director argentino estrenó en el año 2005 un documental sobre la banda titulado Buscando a Reynols.
En febrero de 2004, la banda paró temporalmente sus actividades, pero expresaron: 

La banda siempre seguirá viva en Minecxio.

Por algún tiempo los integrantes de la banda continuaron tocando juntos, pero no bajo el nombre de Reynols. Entre los distintos proyectos musicales que reúnen a los exintegrantes de Reynols se encuentran UL, Minexio, Sol Mayor Project y UFO Zion.
En 2007 se editó en Canadá The Nihilist Spasm Band & Reynols - No Borders To No Borders, colaboración con la legendaria banda canadiense.
En 2017 la banda abrió para Acid Mothers Temple en su primera vista a Buenos Aires y se juntaron en el Estudio El Pie para grabar una serie de álbumes en conjunto.
En 2018 la Médiathèque Musicale de París le dedicó una muestra a la banda en el marco de los "Rencontres autour des pratiques brutes de la musique".
En 2019, el reconocido sello noruego Pica Disk editó “Minecxio Emanations 1993-2018”, un box set retrospectivo que abarcaba el período 1993-2018. La prestigiosa revista británica The Wire incluyó este box set en la sección de “Archive Releases of the Year”, en el cual en su Top 50 Reynols figuró en el puesto #24, junto a artistas como Brian Eno (#42), John Coltrane (#3), Alice Coltrane (#4), Popol Vuh (#37), Tangerine Dream (#9), Pauline Oliveros (#39), Robert Ashley (#2), Renaldo and the Loaf (#50), entre otros. El box set generó especiales de radio en Resonance FM (Inglaterra), WFMU (EE. UU.), Radio Nacional de España y elogiosas reseñas de medios especializados de todo el mundo como Libération (Francia), ディスカホリックによる音楽夜話 (Japón), Gonzo Circus (Holanda), ToneShift (EE. UU.), Blow Up (Italia), Brainwashed (EE. UU.), Vice (Francia), Corrupted Delights (Grecia), The Pulse (EE. UU.), entre otros. La banda presentó el box set con dos actuaciones en el MALBA.
En 2020 se edita en LP en Francia el álbum Acid Mothers Reynols Vol.1 y paralelamente se presenta el film Acid Mothers Reynols: Live and Beyond.
En 2021 Miguel Tomasín fue galardonado por su trayectoria con Reynols con el Henry Viscardi Achievement Award, uno de los más importantes premios internacionales a la inclusión. Henry Viscardi fue asesor de ocho presidentes norteamericanos desde Theodore Roosvelt hasta Jimmy Carter y en la selección participó el exsenador Rob Dole. Esta premiación fue cubierta por medios del país y del exterior. 
En 2022 Reynols se convirtió en la primera banda argentina en aparecer en la prestigiosa revista británica THE WIRE. Poco tiempo después se publicó "Minecxiología" (Dobra Robota) un libro con más de 500 páginas y más de 300 fotos. A fines de 2022 THE NEW YORK TIMES les dedicó extenso e histórico artículo en su edición tanto impresa como digital. 

## Integrantes
- Alan Courtis
- Miguel Tomasín
- Roberto Conlazo
- Patricio Conlazo

Invitados
- Juan M. Acevedo
- Turi Avella
- Rubén Salem
- Fernando Barco
- Willy Heffernan
- Fernando Perales
- Macs
- Henrik Ahl

## Discografía selecta
- Burt Reynols Ensamble (1993). Esquenoso Records. Argentina.
- Portátil (1994). Esquenoso Records. Argentina.
- Gordura vegetal Hidrogenada (1995). Sin Sello. Argentina.
- Bolas Tristes (1996) Matching Head. Inglaterra
- Electro-Tom (1997) C.V.R. Italia.
- Roto Chivas 268 (1997). Matching Head. Inglaterra.
- Dohdo Vehdohdo Rulo (1998) Kylie Productions. Inglaterra.
- Homenaje a Washington Westming (1998) Loud Cat. Estados Unidos.
- Live in Argentina Vol.1 (1998) L.N.P. Holanda.
- Live in Argentina Vol.2 (1998) Scrotum Records. Alemania.
- Live in Argentina Vol.3 (1998) Brutal Bird Prod. República Checa.
- Vincher TV (1998) M-Outputs. Alemania.
- Oreja de tipo Oreja Simbo (1998) Gürteltiertapes. Suiza.
- Barbatrulos (1998) Freedom From. Estados Unidos.
- Loh Fenser Patagonia (1999) Semi-Roar. Japón.
- Peloto Cabras Mulusa (1999) White Tapes. Estados Unidos.
- Sonirdo de lo Mofífero (1999) American Tapes. Estados Unidos.
- Arrollarmo lo Zazafran (1999) E.F. Tapes. Estados Unidos.
- Lo pollo de lo vivos (1999) Childish. Estados Unidos.
- Vectos Silaga (1999) Lonely whistle Music. Estados Unidos.
- Lo cabachúa lo come de lo conejo (1999). Spite. Estados Unidos.
- Pauline Oliveros in the arms of Reynols (1999) White Tapes. Estados Unidos.
- Polos Mosco (1999). Polyamory. Estados Unidos.
- 10.000 Chickens Symphony (2000). Drone Records. Alemania.
- Blank Tapes (2000). Trente Oiseaux. Alemania.
- The Nihilist Spasm Band & Reynols–No Borders To No Borders (2007). Hushush. Canadá.
- Minecxio Emanations 1993-2018 (2019). Pica Disk. Noruega.
- Acid Mothers Reynols Vol.1 (2020). La Belle Brute. Francia.
- Home Tapes Vol.1 (2020). TQ N-aut . Inglaterra.
- Acid Mothers Reynols Vol.2 (2022). Hive Mind Records. Inglaterra.
- Fire Music Reloaded (2022). Auf Abwegen . Alemania.
- Pauline Oliveros & Reynols Half a dove in New York, Half a dove in Buenos Aires (2022). SmallTown SuperSound . Noruegaa.
- Tolin Asumer (2022). Carbon Records & Fedding Tube . Estados Unidos.
- Reynols Plays the Audience (2022) Deterra. Japón.